# Juan José Gómez (futbolista)
Juan José Gómez  (San Miguel, 8 de noviembre de 1980) es un futbolista salvadoreño que juega en la posición de guardameta. Su último equipo fue el C.D. Luis Ángel Firpo de la Primera División de El Salvador. Fue internacional con la Selección de fútbol de El Salvador en 64 ocasiones.

## Carrera
Juan José Gómez, apodado El Halcón, comenzó su carrera deportiva en las reservas de C. D. Águila, no teniendo una posición fija puesto que aunque se decantaba por la portería era difícil en ese momento para el conseguir una oportunidad entre los postes porque el equipo emplumado ya tenía a sus porteros bien establecidos (Raúl Antonio García y Melvin Barrera). Por lo que siempre jugaba en la posición que hiciera falta. Después de terminar el torneo de reservas se fue de préstamo a C.D. Santa Clara debutando profesionalmente en la Segunda División de El Salvador como delantero anotando un gol contra C.D. Jocoro el cual sería su siguiente equipo al irse también de préstamo para las semifinales jugando como Defensa.en colo colo
Con la llegada del técnico Hugo Coria, Gómez consiguió por fin una oportunidad como portero cuando el técnico argentino le dijo que no iba a jugar en otra posición que no fuera esa. Debutó en la Primera División de El Salvador contra C.D. Santa Clara con derrota lo cual desanimo al joven Gómez, en el siguiente juego C. D. Águila Se enfrentaba a Atlético Marte con Raúl Antonio García como portero pero este se lesiona durante el juego, ocasionando la entrada de Gómez sustituyéndolo, al final perdieron 2-1 deprimiendo más al novato arquero, pero las palabras de aliento de Hugo Coria levantaron los ánimos del jugador. La lesión de Raúl García lo dejó fuera todo el torneo regular quedando "Juanjo" como titular, quien junto con Águila logró el pase a semifinales las cuales disputó Raúl Antonio García ya recuperado y los "negronaranja" ganaron el campeonato, después de eso Raúl García se retira del fútbol dejando a Gómez como arquero titular desde 1998 a 2004.
Juan José Gómez firmó por el San Salvador Fútbol Club en 2004 saliendo de C. D. Águila por diferencias entre el club y él. Estuvo un año y medio en San Salvador Fútbol Club. En 2006 fichó por C.D. Luis Ángel Firpo donde conquistó el Apertura 2007 y el Torneo Clausura 2008 y tuvo 2 subcampeonatos en el Clausura 2007 y Clausura 2009. Estuvo presente en una de las últimas etapas gloriosas que ha tenido el equipo pampero quien hasta 2007 tenía 7 años sin levantar un título. Regresó a C.D Águila  en 2011, en 2012 tuvo la oportunidad de jugar en Europa cuando el F.C. Costuleni se interesó por el y todo parecía que el portero iría a 
Moldavia pero los emplumados le impidieron eso al no dejarlo ir, eso y la tensión entre el jugador, el técnico, la directiva y una lesión en su pierna derecha hicieron que el jugador abandonara el club. El 15 de junio de 2012 se confirmó que Gómez fichó por Club Deportivo Universidad de El Salvador donde solo jugó un torneo, luego se retiró indefinidamente para dedicarse de lleno a proyectos personales. Se confirmó que regresó a C.D. Luis Ángel Firpo el 4 de septiembre de 2013 donde no tuvo una buena temporada puesto que el equipo descendió a la Segunda División de El Salvador al terminar último en el apertura y clausura. Dejó el equipo al terminar el clausura 2014. Por el momento no tiene equipo pero del mismo modo no ha anunciado un retiro de las canchas.

## Selección nacional
Juan José Gómez debutó con la selección de fútbol de El Salvador en agosto de 1999 en un partido amistoso ante selección de fútbol de Grecia jugando como delantero (única vez que ha jugado como delantero, las demás fueron como portero) y ha tenido 64 apariciones representando a su país en 12 partidos de Eliminatorias para la Copa Mundial de Fútbol y la Copa de Naciones UNCAF de 2001, 2003, 2007 y 2009. Jugó en la Copa Oro de 2003 y 2007.
Su último partido como internacional fue ante la selección de fútbol de Estados Unidos en 2009 cuando empataron 2-2 luego de que El Salvador iba ganando 2-0, Gómez tuvo que entrar en sustitución de Miguel Montes cuando este al parecer fingió su lesión, porque ese partido fue uno de varios encuentros amañados según una investigación de CONCACAF. A Juan José Gómez le tocó pagar los platos rotos por culpa de ciertos jugadores que "vendieron" el juego. Algunos miembros de la Federación Salvadoreña de Fútbol trataron de hacerlo ver como uno de los implicados. Tras el año 2013 posterior a una declaración de la FESFUT 14 de los que se les seguía una investigación fueron sancionados de por vida en la selección, Gómez no fue señalado con cargos dentro del proceso. Después de ese partido de eliminación mundialista, el guardamenta fue prácticamente marginado de las convocatorias a selección, hasta 2 años después cuando fue llamado a la Copa Oro 2011 pero no jugó ningún minuto. La última vez que Gómez regresó a ser titular con la selecta fue en un partido amistoso ante Venezuela donde El Salvador ganó 2-1.
Actualmente se desempeña como parte de una plantilla de narración deportiva para el canal de deportes privado Tigo Sports con sede en El Salvador.

## Vida personal
Actualmente se encuentra alejado del futbol profesional y mantiene junto a su esposa una empresa de envío de encomiendas entre El Salvador y distintas ciudades de Estados Unidos.
En 2021 se convirtió en el primer vendedor y distribuidor autorizado en Centroamérica de la marca de guantes de fútbol profesionales Ho Soccer, utilizados en Europa, Asia, África y América por guardametas profesionales, entre ellos, Lucas Mauricio Acosta, arquero de Club Atlético Lanús.

## Clubes
| Club                                      | País        | Año       | Partidos | Goles |
| ----------------------------------------- | ----------- | --------- | -------- | ----- |
| Club Deportivo Santa Clara                | El Salvador | 1998-1999 |          |       |
| Jocoro                                    | El Salvador | 1999-2000 |          |       |
| Club Deportivo Águila                     | El Salvador | 2000-2004 |          |       |
| San Salvador Fútbol Club                  | El Salvador | 2004-2006 | 15       |       |
| Club Deportivo Luis Ángel Firpo           | El Salvador | 2006-2011 | 167      |       |
| Club Deportivo Águila                     | El Salvador | 2011-2012 | 22       | 0     |
| Club Deportivo Universidad de El Salvador | El Salvador | 2012      | 12       | 0     |
| Club Deportivo Luis Ángel Firpo           | El Salvador | 2013-2014 | 21       | 0     |